# Idioma cuicateco
El idioma cuicateco, llamado por sus hablantes dibaku ([ˈðiβaku]ⓘ) o dbaku ([ˈðβaku]ⓘ), es una agrupación lingüística asentada en once municipios del Distrito de Cuicatlán en el estado de Oaxaca. Por su filiación genética, el cuicateco forma parte de la macro familia de lenguas otomangues. Se encuentra estrechamente emparentada con el mixteco y el triqui, junto a las cuales conforma la rama de lenguas mixtecanas. El cuicateco es tonal.
De acuerdo con la Ley General de Derechos Lingüísticos de los Pueblos Indígenas, el cuicateco se reconoce como una lengua nacional del Estado mexicano. Según los datos del Censo de población 2020 del INEGI, la población de cuicateco cuenta con 12,961 hablantes, un número menor al registrado en la Encuesta Intercensal de 2015.

## Aspectos históricos, sociales y culturales

### Etimología de Cuicatlán
Cuicatlán es un exónimo nahua que significa 'Lugar de cantores', el nombre original de este lugar en lengua cuicateca es Yabaham 'casa de tierra' (autónimo). 

### Situación sociolingüística
La mayoría de los adultos mayores de 60 años son bilingües en cuicateco y en español, mientras que los jóvenes y niños se han vuelto monolingües en español. El proceso de castellanización es más fuerte en la zona noroeste de Oaxaca.

### Variantes
Actualmente, el cuicateco se clasifica de acuerdo con Ethnologue (Simons & Fennig 2019) en dos variantes lingüísticas y las denomina por sus localidades representativas: Teutila y Tepeuxila; por su parte, el Instituto Nacional de Lenguas Indígenas (INALI) propone una clasificación de tres variantes: cuicateco del centro (dbaku/dibaku), del norte (duaku/dubaku) y de oriente (dbaku/dubaku). 

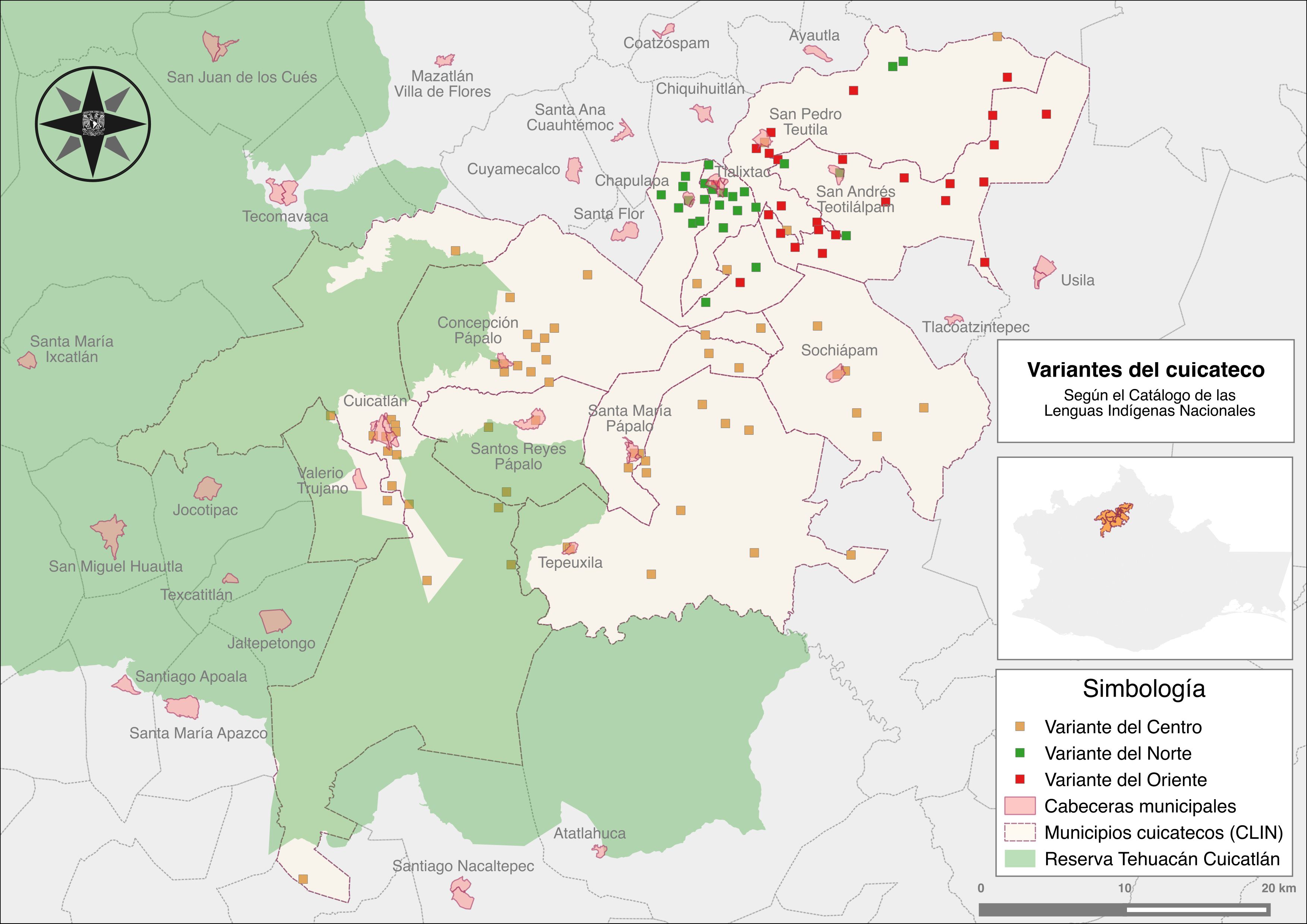
Localización de las variantes cuicatecas

## Características gramaticales

### Fonología

#### Vocales
El sistema vocálico se compone por seis miembros que se expresan dentro del siguiente conjunto de tipos de sonidos.
|          | Anterior | Posterior |
| -------- | -------- | --------- |
| Cerradas | i        | u         |
| Medias   | e        | o         |
| Abiertas | ɛ/a      | a/ɑ       |

Las diferencias entre comunidades se dan en las vocales abiertas, pues mientras que en unas comunidades el fonema vocálico anterior se realiza como media abierta anterior [ɛ], en otras se realiza como abierta central [a]; por otro lado, el fonema vocálico posterior puede realizarse como abierta central [a] o como abierta posterior no redondeada [ɑ] o redondeada [ɒ].

#### Nasalidad
El rasgo de nasalidad, además de aparecer en los dos fonemas consonánticos nasales /m/ y /n/, se realiza también sobre las vocales. Esto se ha descrito como una oposición fonológica entre vocales nasales y no nasales en las comunidades de Concepción Pápalo y Santa María Pápalo.

#### Laringización
Por esta característica es posible diferenciar entre vocales laringizadas contra no laringizadas. Anteriormente estas vocales fueron interpretadas como grupos de fonemas que involucraban una consonante glotal.  Existe además otra realización de la laringización que resulta en el corte de la vocal. Recientemente se ha interpretado como una vocal glotalizada, cuando antes había sido considerada como una secuencia de vocal consonante vocal (VCV).

#### Consonantes
Los fonemas consonánticos del cuicateco, a grandes rasgos y con sus respectivas variaciones fonéticas dentro de su misma comunidad, se expresan dentro del siguiente conjunto de tipos de sonidos:
|                            | Labial | Dental | Alveo-palatal | Velar | Velar labializada |
| Oclusivo sordo             |        | t      |               | k     | kʷ                |
| Oclusivo sonoro (prenasal) |        | nd     |               |       |                   |
| Africado sordo             |        |        | č             |       |                   |
| Fricativo sordo            |        | s      |               | x     |                   |
| Fricativo sonoro           | β      | ð      | j             | ɣ     | ɣʷ                |
| Nasal                      | m      | n      |               |       |                   |
| Vibrante                   |        | r      |               |       |                   |
| Lateral                    |        | l      |               |       |                   |

La diferencias de realización fonética entre comunidades no son muy grandes. A nivel del sistema, salvo por /k/ y /kʷ/, la principal diferencia se da en la región velar: o son fricativas sonoras (Santa María Pápalo), o sólo hay una fricativa sorda (Concepción Pápalo).

#### Características prosódicas
Las palabras monomorfémicas del cuicateco pueden ser de dos tipos: de una sílaba o de dos sílabas: CV, CVCV. En las de dos sílabas, la de la izquierda es la más prominente y cada vocal vale por una mora. En las de una sílaba, ésta cuenta como una sílaba prominente, y cuando se realizan solas sin que le siga una forma inmediatamente se realizan con un alargamiento, por lo que vale por dos moras.

#### Tonos
Los tonos de la lengua van de un sistema de 3 a 4 tonos, según la variante, asignados a cada mora de la palabra.

### Sintaxis
En el cuicateco predomina el orden VSO sin embargo se ha atestiguado flexibilidad hacia el alineamiento SVO en variantes como las del Santos Reyes Pápalo.
Kānhu  sā chúhūnh
Kàn’ù          sà          chu’ùn’   ‘Él nos va a matar’
IRR-matar   él      nosotros:inclusivo
    V               S                   O
Xēhē túhú nīnū
Jé’é             tú’ù   nínú            ‘El pollo comió maíz
COM-comer    pollo    maíz
  V                     S         O                     
Cuicateco de Santa María Pápalo Bradley 1991:420
Sakoón            dèès                 y’o’on
    3SM      COMP-partir-3SM        madera420)
    S                       V                           O
Kabyoón     Jwoón              kánùs                  itintù
Mañana             Juan           IRR- matar-3SM                 res
                            S                         V                               O
Cuicateco de Santos Reyes Pápalo

Dentro del verbo cuicateco encontramos que se marca el aspecto, el radical verbal y  la marca de persona. 
ˈk-ṵ:2-ta3
POT-BEBER-3SGFEM                                  ‘Ella beberá’ 
jíndíkus
CON-VENDER-3SM                                       ‘El vende’
chícá-s                                                            ‘Él caminó’
COMP-CAMINAR-3SM 
Cuicateco de Santos Reyes Pápalo
La flexión aspectual se marca mediante prefijos CV que codifican las categorías: potencial, continuo, completivo y perfecto.  La raíz verbal puede tener diferentes tipos de sílaba 
kó’ò   ‘dará’                            kákas ‘pedirá’
jo’os  ‘da’                               xikas ‘pide’
kò’ós  ‘dio’                             chìkàs ‘pidió’
Cuicateco de Santos Reyes Pápalo

## Breve vocabulario

### Números del 1 al 10
| Español | Cuicateco | Pronunciación |
| ------- | --------- | ------------- |
| Uno     | Aama      | a:ma          |
| Dos     | Uubi      | u:bi          |
| Tres    | Iinu      | i:nu          |
| Cuatro  | Kuun      | kũ:n          |
| Cinco   | Niu       | niu:          |
| Seis    | Nia       | nia           |
| Siete   | Ndeche    | ⁿdet͡ʃe        |
| Ocho    | Niini     | ni:ni         |
| Nueve   | Nuun      | nu:n          |
| Diez    | Ndiichi   | ⁿdi:t͡ʃi       |